# 懐嬴
懐嬴（かいえい、生没年不詳）は、秦の穆公の娘。晋の懐公の正夫人、後にその叔父文公の第9夫人になった。懐嬴の懐は「晋の懐公の夫人」の意で、嬴は母国である秦の国姓であり、つまり「晋の懐公の嬴姓の夫人」という意味である。

## 生涯
秦の穆公の娘として生まれた。紀元前645年、晋の恵公が韓原で秦軍に敗れて捕らえられると、太子圉（後の懐公）を人質とする条件で解放された。秦の穆公は懐嬴を太子圉の妃としてめあわせた。紀元前638年、太子圉は晋に逃げ帰ろうとして、懐嬴に同行を誘った。懐嬴は父の命にそむくことになるので同行はできないが、計画を漏らすようなことはしないと約束した。そこで太子圉は晋に逃げ帰った。
紀元前638年、晋の公子重耳（後の文公）が秦にやってくると、秦の穆公は公女5人を重耳に妻として与えたが、懐嬴もその中に含まれていた。あるとき懐嬴は水差しを捧げもって重耳に手を洗わせたが、重耳は手を振るって水を切り、水滴が懐嬴にかかってしまった。懐嬴は「秦と晋は対等の国であるのに、なぜ私をいやしめるのか」と怒った。重耳は衣服を換えて謝罪した。
やがて懐嬴は辰嬴と呼ばれるようになった。辰嬴は文公の妃の中で9番目の地位にあり、公子楽を生んだ。紀元前621年、晋の襄公が死去すると、狐射姑は公子楽を晋君に立てようとしたが、趙盾は公子楽の母は2代の国君と結婚したことがあり、しかも文公の第9夫人にすぎず、地位が低いという理由で、断った。後に公子楽は趙盾に殺害された。